# Kanton Barcelonnette
Kanton Barcelonnette (fr. Canton de Barcelonnette) – kanton w okręgu Barcelonnette, departamencie Alpy Górnej Prowansji (fr. Alpes-de-Haute-Provence), w regionie Prowansja-Alpy-Lazurowe Wybrzeże (fr. Provence-Alpes-Côte d’Azur). Kod INSEE:0404. 
W jego skład wchodzi 11 gmin:
- Barcelonnette,
- La Condamine-Châtelard,
- Enchastrayes,
- Faucon-de-Barcelonnette,
- Jausiers,
- Larche,
- Meyronnes,
- Saint-Paul-sur-Ubaye,
- Saint-Pons,
- Les Thuiles,
- Uvernet-Fours[3].

W kantonie w 2011 roku zamieszkiwało 6781 osób, w tym 3376 mężczyzn i 3405 kobiet.